# Ère Shōwa (Kamakura)
Pour la seconde ère Shōwa, voir Ère Shōwa (1926-1989).

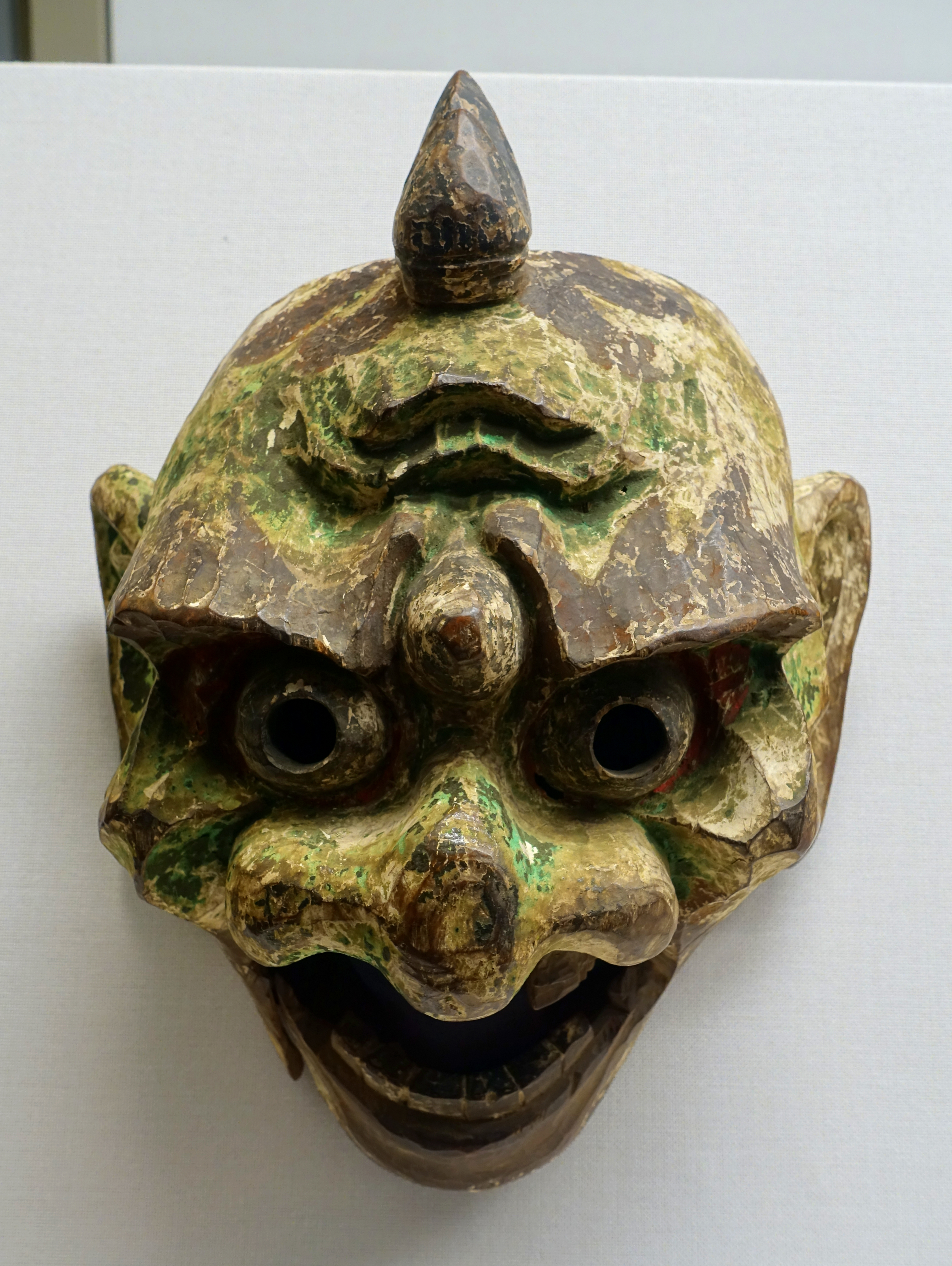
Masque Oni tsuina, période Kamakura 1313.

L'ère Shōwa (正和) est une des ères du Japon (年号, nengō, lit. « nom de l'année ») après l'ère Ōchō  et avant l'ère Bunpō. Cette ère couvre la période allant du mois de mars 1312 au mois de février 1317. L'empereur régnant est Hanazono-tennō (花園天皇).

## Changement d'ère
- 1311 Shōwa gannen (正和元年?) : Le nom de la nouvelle ère est créé pour marquer l'accession au trône de l'empereur Hanazono. L'ère précédente se termine là où commence la nouvelle, en Ōchō 2.

## Événements de l'ère Shōwa
L'ancien empereur Fushimi administre la cour jusqu'au moment où il prend la tonsure et devient moine bouddhiste, ce qui arrive quand se termine cette nengō.
- 1313 (Shōwa 2, 10e mois) : L'empereur retiré Fushimi se rase la tête et devient moine bouddhiste ; le pouvoir d'administration de la cour de l'empereur régnant passe à son fils adopté, l'ancien empereur Go-Fushimi[4].
- 1314 (Shōwa 3, 11e mois) : Hōjō Sadaaki termine sa fonction de Rokuhara Tandai à Kyoto et rentre à Kamakura[5].
- 1315 (Shōwa 4, 7e mois) : Hōjō Hirotoki meurt à Kamakura et Hōjō Sadaaki et Hōjō Mototoki se partagent d'abord le pouvoir[5].
- 1315 (Shōwa 4, 10e mois) : Hōjō Tokiatsu assume la fonction de Rokuhara Tandai dans la capitale[5].
- 1316 (Shōwa 5, 7e mois) : Hōjō Tokiatsu, fils de Hōjō Sadaaki, assume la fonction de  shikken et Hōjō Mototoki se retire dans un monastère bouddhiste où il prend la tonsure[5].

| Shōwa     | 1re  | 2e   | 3e   | 4e   | 5e   | 6e   | 7e   |
| Grégorien | 1311 | 1312 | 1313 | 1314 | 1315 | 1316 | 1317 |